# Herbert Spencer Gasser
Herbert Spencer Gasser (Plateville, EUA 1888 - Nova York 1963) fou un metge nord-americà guardonat amb el Premi Nobel de Medicina l'any 1944.

## Biografia
Va néixer el 5 de juliol de 1888 a la ciutat de Platteville, població situada a l'estat nord-americà de Wisconsin. Inicialment va estudiar zoologia a la Universitat de Wisconsin, on es va graduar l'any 1911, però aviat canvià els seus estudis pels de medicina a la Universitat Johns Hopkins, on es va graduar l'any 1918.
Va morir l'11 de maig de 1963 a la seva residència de Nova York.

## Recerca científica
A la Universitat Johns Hopkins ingressà al laboratori de fisiologia, on conegué el bioquímic Joseph Erlanger. Al costat d'aquest desenvolupà la seva recerca en el camp dels impulsos elèctrics del sistema nerviós mitjançant l'ús de l'oscil·loscopi de raigs catòdics. L'any 1944, ambdós científics, compartiren el Premi Nobel de Medicina o Fisiologia pels seus treballs en el camp dels impulsos elèctrics del sistema nerviós.